# Chodov, Karlovy Vary
Chodov là một làng thuộc huyện Karlovy Vary, vùng Karlovarský, Cộng hòa Séc.